# Teudas (gnòstic)
|  | Pel que fa al rebel jueu amb pretensions messiàniques vegeu Teudes. |

Teudas o també Theodas era un pensador gnòstic cristià, deixeble de Pau de Tars i mestre del teòleg gnòstic Valentí.
No es coneixen dades sobre la biografia de Teudas, però alguns estudiosos creuen que era originari de Síria i que segurament va conèixer Valentí a Alexandria. El que se sap d'ell és la referència que dona Climent d'Alexandria:
| «                                              | Ells [els valentinians] al·leguen que Valentí era deixeble de Teudas, i que aquest ho era de Pau | » |
| — Climent d'Alexandria. Stromata VII, 17,106,4 |                                                                                                  |   |

Valentí i els valentinians volien dir amb això que les seves opinions venien avalades per les paraules de Pau: "la saviesa de Déu en misteri, la saviesa oculta" i que procedien de la tradició apostòlica.